# Route 5 (Île-du-Prince-Édouard)
La Route 5, connue comme 48 Road, est une route de l'est de l'Île-du-Prince-Édouard. Elle débute à Mount Albion à l'intersection avec la route 1 et se dirige vers l'est. Elle passe par Clarkin, Avondale, 48 Road et Head of Cardigan avant de prendre fin à l'intersection avec la route 4 près de Cardigan.

## Intersections majeures
| Comté                   | Ville        | km                                 | Destinations                                  | Notes                                         |
| ----------------------- | ------------ | ---------------------------------- | --------------------------------------------- | --------------------------------------------- |
| Queens                  | Mount Albion | 0,00                               | Route 1 – Wood Islands, Charlottetown         |                                               |
| Queens                  | Clarkin      | 7,20                               | Route 213 nord (Monaghan Road)                | Terminus ouest du multiplex avec la Route 213 |
| Queens                  | Clarkin      | 7,60                               | Route 213 sud (Monaghan Road)                 | Terminus est du multiplex avec la Route 213   |
| Queens                  | Avondale     | 11,80                              | Route 216 (Avondale Road)                     |                                               |
| Kings                   |              | 16,20                              | Route 320 (Brothers Road)                     |                                               |
| Kings                   | 18,20        | Route 323 nord (Stanhope Road)     | Terminus sud de la Route 323                  |                                               |
| Kings                   | 19,60        | Route 22 – Mount Stewart, Montague | Carrefour giratoire                           |                                               |
| Kings                   | 22,60        | Route 356 nord (Nicholson Road)    | Terminus ouest du multiplex avec la Route 356 |                                               |
| Kings                   | 22,70        | Route 356 sud (Collins Road)       | Terminus est du multiplex avec la Route 356   |                                               |
| Kings                   | Cardigan     | 27,80                              | Route 4 – Souris, Montague                    |                                               |
| - Terminus de multiplex |              |                                    |                                               |                                               |